# Neasden (metropolitana di Londra)
Neasden è una stazione della linea Jubilee della metropolitana di Londra. 

## Storia
La stazione aprì il 2 agosto 1880 come parte delle estensioni in corso alla Metropolitan Railway (questa volta a Harrow), con il nome Kingsbury & Neasden. Il nome fu cambiato in Neasden & Kingsbury nel 1910, e poi cambiato ancora in Neasden nel 1932. Lo stesso anno aprì la stazione di Kingsbury. Dopo che Metropolitan Railway passò in mano pubblica, nel 1933, il servizio per Stanmore venne trasferito alla nuova derivazione della linea Bakerloo nel 1939 e i treni della Linea Metropolitan cessarono di fermarsi l'anno successivo. Nel 1979, il servizio venne trasferito alla linea Jubilee.
I treni della linea Metropolitan transitano per la stazione ma non effettuano fermate, tranne in rare occasioni.

## Galleria d'immagini

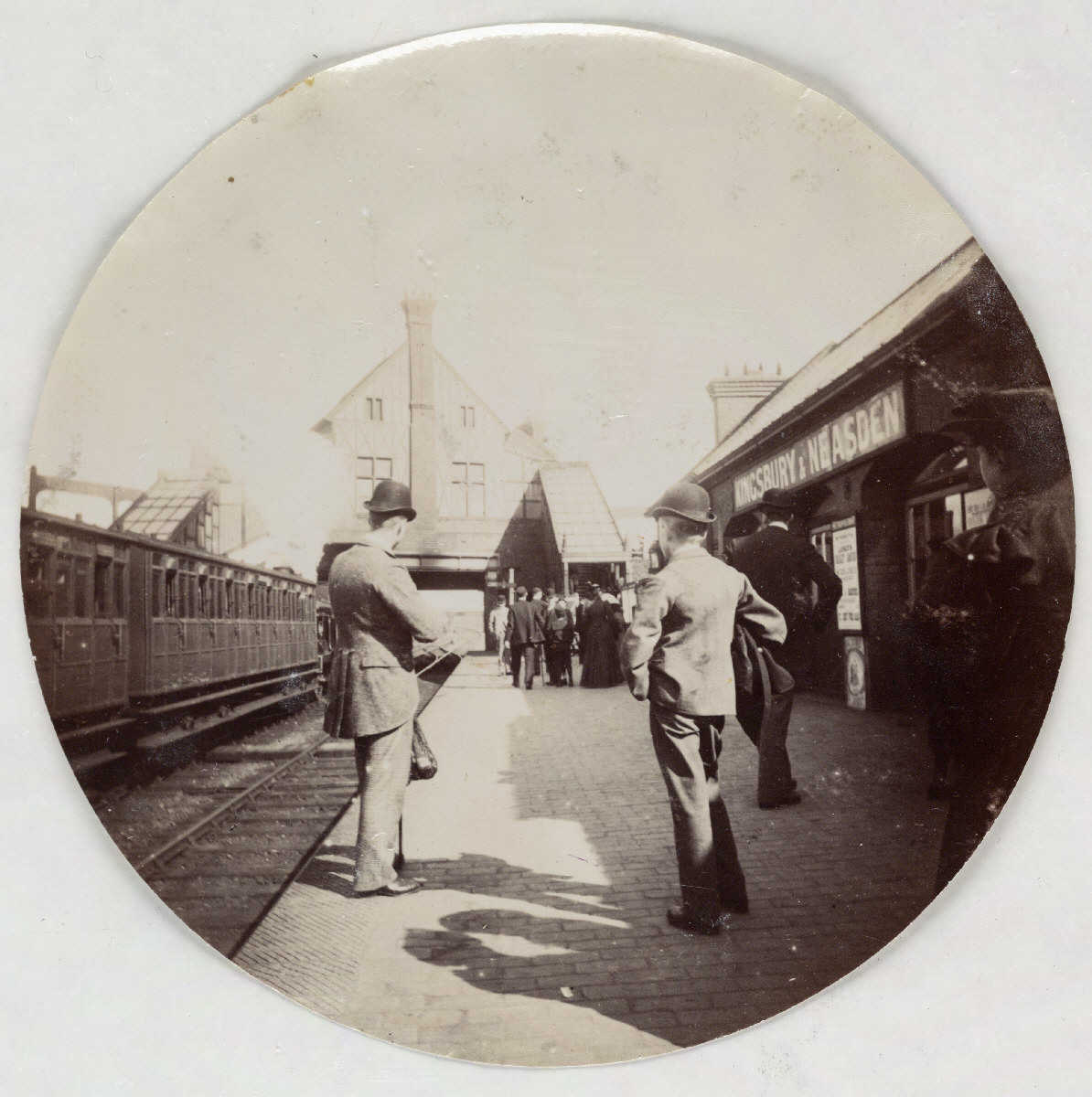
Kingsbury & Neasden negli anni 1890
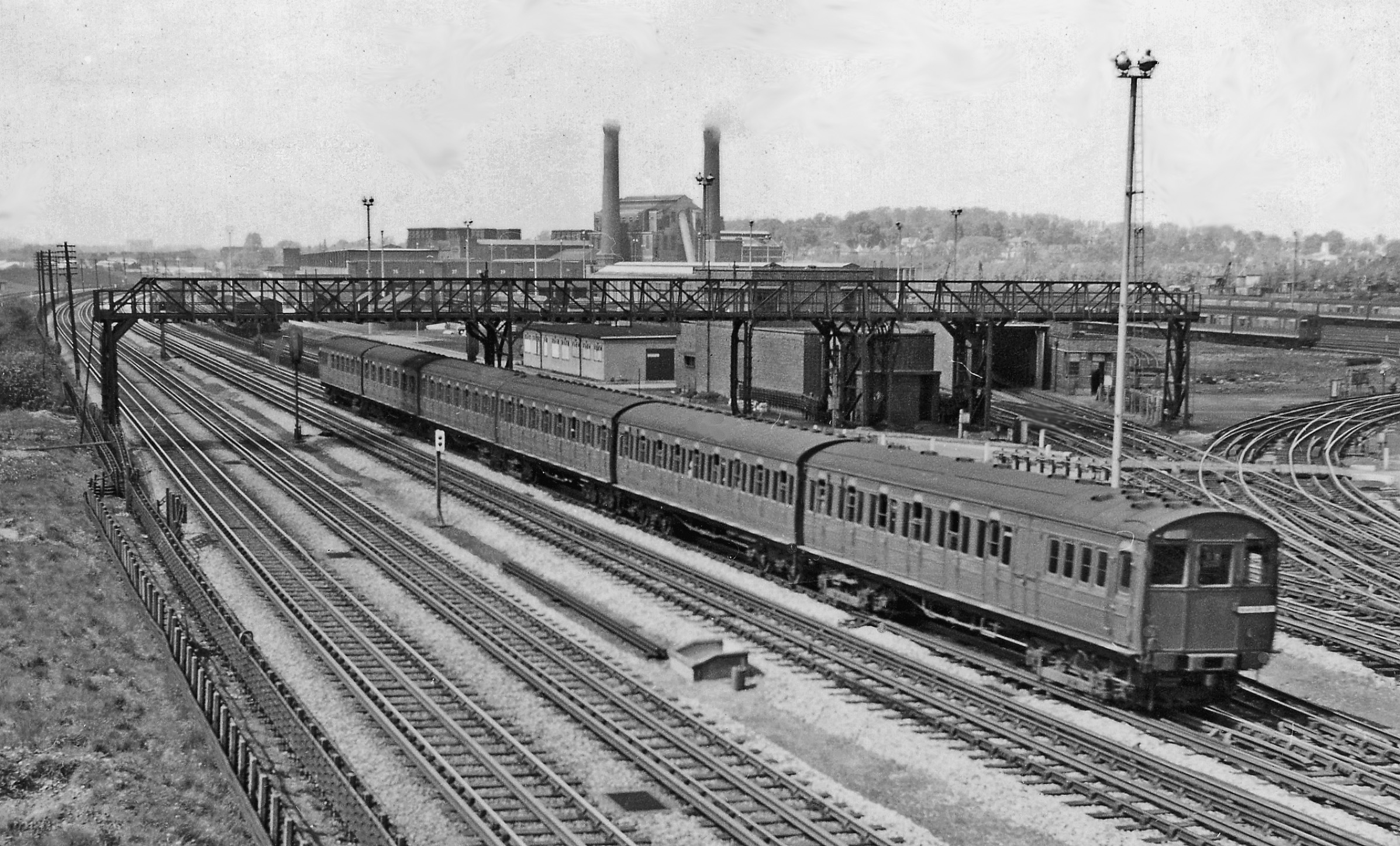
Treno del 1959
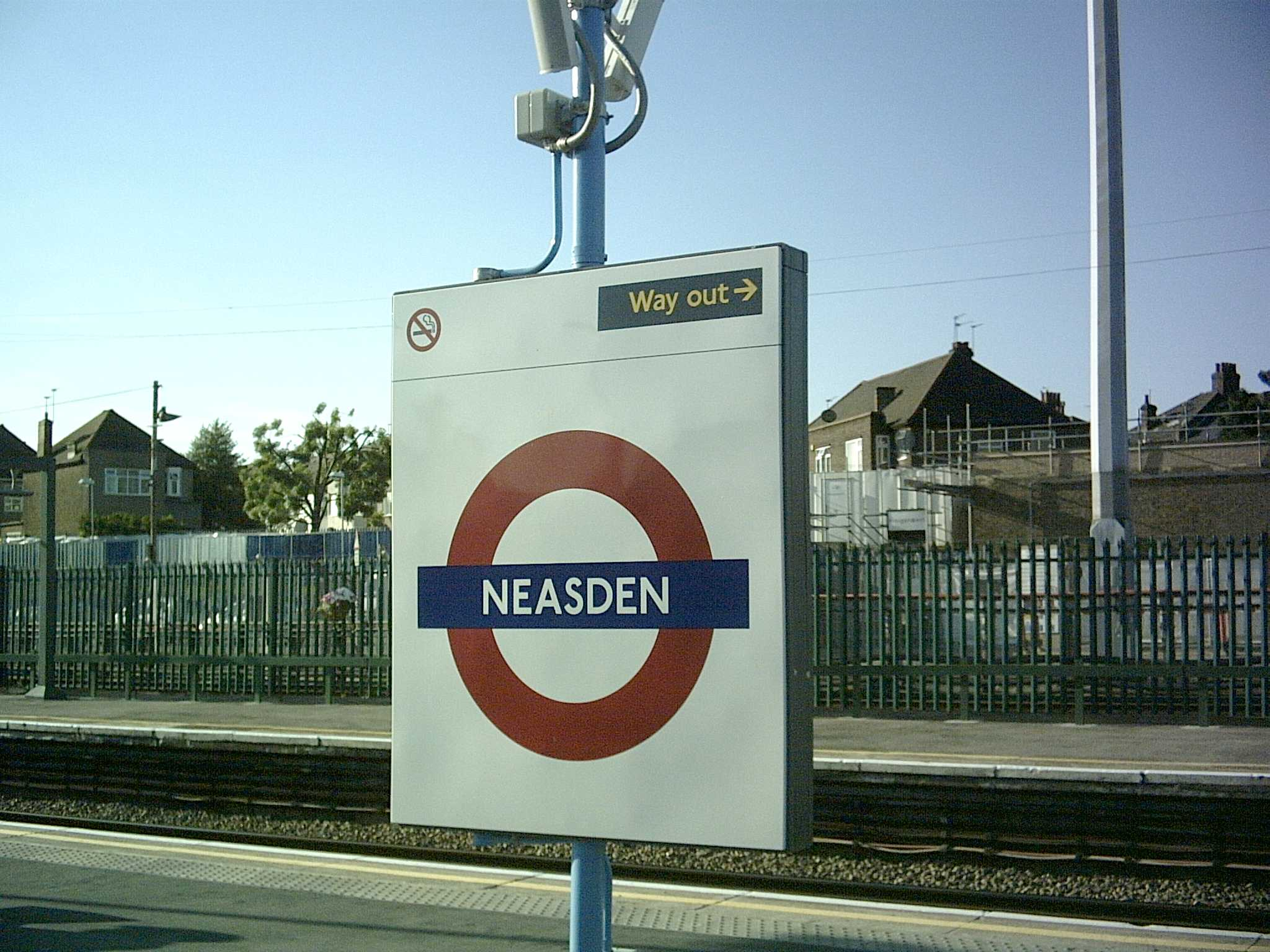
Piattaforma 1 per treni proveniente da nord della linea Jubilee
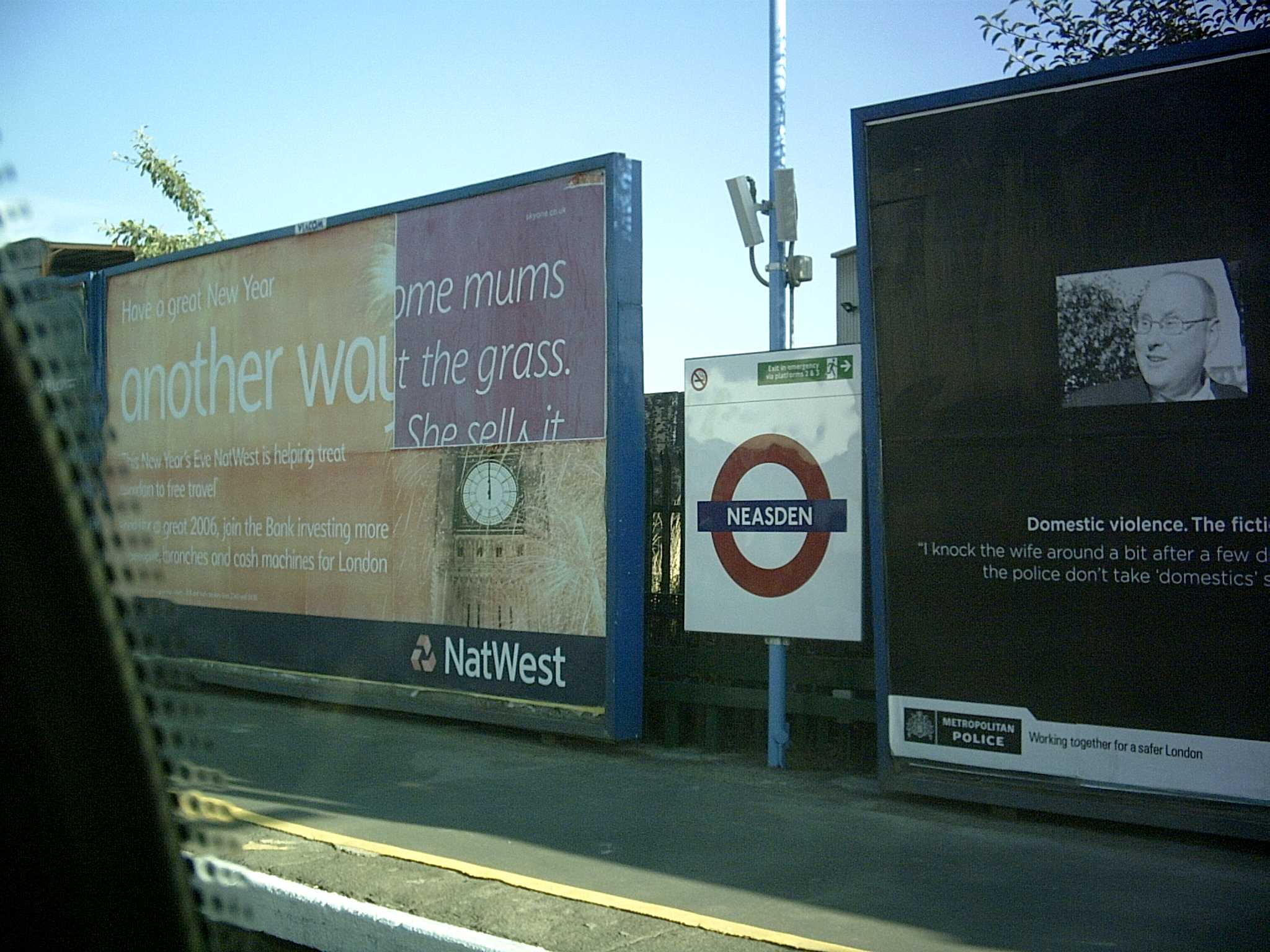
Piattaforma 4 per treni proveniente da nord della linea Jubilee